# Bảng cân đối kế toán
Trong kế toán tài chính, bảng cân đối hoặc báo cáo tình hình tài chính hoặc báo cáo tình hình tài chính là bản tóm tắt các số dư tài chính của một cá nhân hoặc tổ chức, cho dù đó là doanh nghiệp tư nhân, công ty hợp danh, công ty quốc doanh, công ty TNHH tư nhân hoặc các tổ chức khác chẳng hạn như Chính phủ hoặc tổ chức phi lợi nhuận. Bảng cân đối liệt kê tài sản, nợ phải trả và vốn chủ sở hữu vào một ngày cụ thể, chẳng hạn như ngày kết thúc năm tài chính của công ty. Bảng cân đối kế toán thường được mô tả là "cách nhìn nhanh về tình trạng tài chính của công ty". Trong bốn báo cáo tài chính cơ bản, bảng cân đối kế toán là báo cáo duy nhất áp dụng cho một thời điểm duy nhất trong năm của doanh nghiệp.
Một bảng cân đối công ty tiêu chuẩn có hai phía: tài sản ở phía bên trái và tài chính ở bên phải. Tài chính bao gồm có hai phần, nợ phải trả và vốn chủ sở hữu. Các loại tài sản chính thường được liệt kê đầu tiên và thường theo thứ tự thanh khoản. Được liệt kê sau tài sản là các khoản nợ. Chênh lệch giữa tài sản và nợ phải trả được gọi là vốn chủ sở hữu hoặc tài sản ròng hoặc giá trị ròng hoặc vốn của công ty và theo phương trình kế toán, giá trị ròng được tính bằng cách lấy tài sản trừ đi nợ phải trả.
Một cách khác để xem xét phương trình bảng cân đối kế toán là tổng tài sản bằng nợ phải trả cộng với vốn chủ sở hữu. Nhìn vào phương trình theo cách này cho thấy tài sản được sử dụng như thế nào: bằng cách vay tiền (nợ) hoặc bằng cách sử dụng tiền của chủ sở hữu (vốn chủ sở hữu hoặc cổ đông). Bảng cân đối kế toán thường được trình bày cân bằng với các tài sản trong một section, nợ phải trả và giá trị ròng trong section khác.
Một doanh nghiệp hoạt động hoàn toàn bằng tiền mặt có thể đo lường lợi nhuận của mình bằng cách rút toàn bộ số dư ngân hàng vào cuối kỳ, cộng với bất kỳ khoản tiền nào trong tay. Tuy nhiên, nhiều doanh nghiệp không sinh lợi ngay lập tức; họ xây dựng kho hàng tồn kho và họ có được các tòa nhà và thiết bị. Nói cách khác: doanh nghiệp có tài sản và vì vậy họ không thể (ngay cả khi họ muốn) ngay lập tức biến chúng thành tiền mặt vào cuối mỗi kỳ. Thông thường, các doanh nghiệp này nợ tiền nhà cung cấp và cơ quan thuế, và các chủ sở hữu không rút toàn bộ vốn và lợi nhuận ban đầu của họ vào cuối mỗi kỳ. Nói cách khác, doanh nghiệp cũng có nợ phải trả.

## Loại hình
Bảng cân đối kế toán tóm tắt tài sản, vốn chủ sở hữu và nợ phải trả của một tổ chức hoặc cá nhân tại một thời điểm cụ thể. Có hai loại bảng cân đối: mẫu báo cáo và mẫu tài khoản. Các cá nhân và doanh nghiệp nhỏ thường có bảng cân đối đơn giản. Các doanh nghiệp lớn hơn có bảng cân đối phức tạp hơn và chúng được trình bày trong báo cáo thường niên của tổ chức. Các doanh nghiệp lớn cũng có thể chuẩn bị bảng cân đối cho các phân khúc kinh doanh của họ. Một bảng cân đối thường được trình bày cùng với một thời điểm khác (thường là năm trước) để tiện so sánh.

### Cá nhân
Bảng cân đối cá nhân liệt kê tài sản ngắn hạn như tiền trong tài khoản chi phiếu và tài khoản tiết kiệm, tài sản dài hạn như cổ phiếu thường (phổ thông) và bất động sản, nợ ngắn hạn như khoản vay và nợ thế chấp đến hạn, hoặc quá hạn, nợ dài hạn như thế chấp và các khoản nợ vay khác. Giá trị chứng khoán và bất động sản được liệt kê theo giá trị thị trường thay vì theo giá gốc hoặc chi phí cơ sở. Giá trị ròng của cá nhân là chênh lệch giữa tổng tài sản của một cá nhân và tổng nợ phải trả.

### Doanh nghiệp nhỏ ở Mỹ
| Tài sản (hiện tại)  | Tài sản (hiện tại) | Nợ và vốn chủ sở hữu    | Nợ và vốn chủ sở hữu    | Nợ và vốn chủ sở hữu    |
| ------------------- | ------------------ | ----------------------- | ----------------------- | ----------------------- |
| Tiền mặt            | $ 6,600            | Nợ phải trả             | Nợ phải trả             | Nợ phải trả             |
| Khoản phải thu      | $ 6.200            | Thương phiếu phải trả   | $ 5.000                 |                         |
| Tài sản (cố định)   | Tài sản (cố định)  | Khoản phải trả $ 25.000 | Khoản phải trả $ 25.000 | Khoản phải trả $ 25.000 |
| Công cụ và thiết bị | 25.000 đô la       | Tổng nợ phải trả        | Tổng nợ phải trả        | 30.000 đô la            |
|                     |                    | Vốn chủ sở hữu          |                         |                         |
|                     |                    | Vốn cổ phần             | $ 7.000                 |                         |
|                     |                    | Lợi nhuận giữ lại       | $ 800                   |                         |
|                     |                    | Tổng vốn chủ sở hữu     | Tổng vốn chủ sở hữu     | $ 7,800                 |
| Tổng cộng           | $ 37,800           | Tổng cộng               |                         | $ 37,800                |

Bảng cân đối kế toán doanh nghiệp nhỏ liệt kê các tài sản ngắn hạn như tiền mặt, khoản phải thu và hàng tồn kho, tài sản cố định như đất đai, nhà cửa và thiết bị, tài sản vô hình như bằng sáng chế và nợ phải trả như khoản phải trả, chi phí phải trả và nợ dài hạn. Các khoản nợ tiềm tàng như bảo hành được ghi chú trong phần chú thích vào bảng cân đối kế toán. Vốn chủ sở hữu của doanh nghiệp nhỏ là khoảng chênh lệch giữa tổng tài sản và tổng nợ phải trả.

## Cơ cấu doanh nghiệp công
Hướng dẫn về bảng cân đối của các đơn vị doanh nghiệp công được đưa ra bởi Ủy ban Chuẩn mực Kế toán Quốc tế và nhiều tổ chức / công ty cụ thể theo quốc gia. Tiêu chuẩn được sử dụng bởi các công ty ở Hoa Kỳ tuân thủ Nguyên tắc Kế toán được chấp nhận chung (GAAP) của Hoa Kỳ. Ủy ban Tư vấn Chuẩn mực Kế toán Liên bang (FASAB) là ủy ban tư vấn liên bang Hoa Kỳ có nhiệm vụ phát triển các nguyên tắc kế toán được chấp nhận chung (GAAP) cho các đơn vị báo cáo tài chính liên bang.
Tên và cách sử dụng bảng cân đối tài khoản phụ thuộc vào quốc gia của tổ chức và loại hình tổ chức. Các tổ chức chính phủ thường không tuân theo các tiêu chuẩn được thiết lập cho các cá nhân hoặc doanh nghiệp.
Nếu áp dụng cho doanh nghiệp, các giá trị tóm tắt cho các mục sau phải được đưa vào bảng cân đối kế toán: Tài sản là tất cả những thứ mà doanh nghiệp sở hữu. Điều này sẽ bao gồm tài sản, công cụ, phương tiện, đồ nội thất, máy móc, vv.

### Tài sản
Tài sản ngắn hạn
1. Khoản phải thu
2. Tiền mặt và những thứ tương đương tiền mặt
3. Hàng tồn kho
4. Tiền mặt tại ngân hàng, Petty Cash, Tiền mặt hiện có
5. Chi phí trả trước cho các dịch vụ sẽ được sử dụng trong vòng một năm trong tương lai
6. Doanh thu kiếm được trong Arrears (Doanh thu tích lũy) cho các dịch vụ đã được thực hiện nhưng chưa thanh toán trong năm
7. Cho vay (Ít hơn một kỳ tài chính)

Tài sản cố định
1. Tài sản, nhà máy và thiết bị
2. Bất động sản đầu tư ví dụ như bất động sản dành cho mục đích đầu tư
3. Tài sản vô hình như (bằng sáng chế, bản quyền và sự tín nhiệm đối với khách hàng)
4. Tài sản tài chính (không bao gồm các khoản đầu tư sử dụng vốn chủ sở hữu, các khoản phải thu và những thứ tương đương tiền mặt và tiền mặt), chẳng hạn như các khoản phải thu
5. Đầu tư sử dụng vốn chủ sở hữu
6. Tài sản sinh học bao gồm thực vật hoặc động vật sống. Tài sản sinh học mang lại lợi nhuận là những thực vật hoặc động vật có thể thu hoạch được, chẳng hạn như cây táo được trồng để thu hoạch táo và cừu được nuôi để lấy lông len.[16]
7. Cho vay (Nhiều hơn một kỳ tài chính)

### Nợ phải trả
1. Khoản phải trả
2. Quy định về bảo hành hoặc quyết định của tòa án (các khoản nợ tiềm tàng có thể xảy ra và có thể đo lường được)
3. Khoản nợ tài chính phải trả (không bao gồm các khoản dự phòng và khoản phải trả), chẳng hạn như kỳ phiếu và trái phiếu doanh nghiệp
4. Nợ phải trả và tài sản cho thuế ngắn hạn
5. [./https://en.wikipedia.org/wiki/Deferred_tax Deferred tax] liabilities and deferred tax assets
6. Các dịch vụ đã cung cấp cho khách hàng nhưng chưa được thanh toán
7. Lãi trên cổ phiếu cho vay

### Vốn chủ sở hữu
Tài sản ròng thể hiện trong bảng cân đối kế toán chiếm một phần ba của bảng cân đối kế toán, được gọi là vốn chủ sở hữu của cổ đông. Bao gồm:
1. Issued capital and reserves attributable to equity holders of the parent company (controlling interest)
2. Non-controlling interest in equity

Vốn chủ sở hữu của cổ đông một cách chính thức là một phần của các khoản nợ của công ty: chúng là các quỹ "nợ" các cổ đông (sau khi thanh toán tất cả các khoản nợ khác); tuy nhiên, thông thường, "nợ phải trả" được sử dụng theo nghĩa hạn chế hơn về nợ phải trả trừ vốn chủ sở hữu của cổ đông. Sự cân bằng của tài sản và nợ phải trả (bao gồm cả vốn chủ sở hữu của cổ đông) không phải là một sự trùng hợp ngẫu nhiên. Số liệu về các giá trị của từng tài khoản trong bảng cân đối kế toán được ghi lại bằng cách sử dụng một hệ thống kế toán được gọi là hệ thống ghi sổ kép. Theo nghĩa này, shareholders' equity by construction được tính bằng cách lấy tài sản trừ đi nợ phải trả,từ đó vốn chủ sở hữu của cổ đông là phần còn lại.
Về các mục trong phần vốn chủ sở hữu, các điều sau đây là bắt buộc:
1. Số lượng cổ phiếu được ủy quyền, phát hành và thanh toán đầy đủ, và phát hành nhưng không được thanh toán đầy đủ
2. Mệnh giá cổ phiếu
3. Đối chiếu cổ phiếu đang lưu hành vào đầu và cuối kỳ
4. Mô tả quyền, ưu đãi và hạn chế cổ phần
5. Cổ phiếu quỹ, bao gồm cả cổ phiếu được nắm giữ bởi các công ty con và công ty liên kết
6. Cổ phiếu được phát hành theo lựa chọn và hợp đồng
7. Mô tả về bản chất và mục đích của từng dự trữ tiền mặt trong vốn chủ sở hữu

## Ví dụ
Bảng cân đối kế toán sau đây là một ví dụ rất ngắn gọn được chuẩn bị theo IFRS. Nó không hiển thị tất cả các loại tài sản, nợ và vốn chủ sở hữu có thể, nhưng nó cho thấy những loại thông thường nhất. Bởi vì nó cho thấy sự tín nhiệm, nó có thể là một bảng cân đối kế toán hợp nhất. Các giá trị tiền tệ không được hiển thị, và không có các hàng tóm tắt (tổng phụ).
Theo IFRS, các mặt hàng luôn được hiển thị dựa trên thanh khoản, các tài sản có tính thanh khoản thấp nhất được xếp ở đầu, thường là đất đai và các tòa nhà cho đến thanh khoản cao nhất, ví dụ như tiền mặt. Sau đó là các khoản nợ và vốn chủ sở hữu tiếp tục từ khoản nợ phải trả trực tiếp nhất (thông thường là khoản phải trả) đến khoản nợ dài hạn nhất như thế chấp và vốn chủ sở hữu ở mức thấp nhất.
```
Báo cáo tài chính hợp nhất của XYZ, Ltd.

Đến ngày 31 tháng 12 năm 2025
```

```
TÀI SẢN

Tài sản phi hiện tại (
Tài sản dài hạn
)

Tài sản, Nhà máy và Thiết bị
 (PPE)
 
Ít hơn: 
Khấu hao lũy kế

Thiện chí

Tài sản vô hình
 (Bằng sáng chế, Bản quyền, Nhãn hiệu, v.v.)
 
Ít hơn: Khấu hao lũy kế

Đầu tư vào tài sản tài chính đáo hạn sau một năm
Đầu tư vào Cộng sự và 
Liên doanh

Các tài sản phi hiện tại khác, vd Tài sản thuế thu nhập hoãn lại, 
khoản phải thu phải thu
 và khoản phải thu sau một năm

Tài sản lưu động

Hàng tồn kho

Chi phí trả trước
Đầu tư vào tài sản tài chính đáo hạn trong vòng một năm
Tài sản phi hiện tại và hiện tại được tổ chức để bán
Tài khoản phải thu (Nợ) đáo hạn trong vòng một năm
 
Ít hơn: 
Trợ cấp cho các khoản nợ nghi ngờ

Tiền và các khoản tương đương tiền
```

```
TOTAL ASSETS
 (điều này sẽ khớp / cân đối tổng số cho Nợ phải trả và Vốn chủ sở hữu bên dưới)
```

```
LIABILITIES and EQUITY

Current Liabilities (Creditors: amounts falling due within one year)

 Accounts Payable
 Current Income 
Tax
 Payable
 Current portion of Loans Payable
 Short-term Provisions
 Other Current Liabilities, e.g. Deferred income, Security deposits

Non-Current Liabilities (Creditors: amounts falling due after more than one year)

 
Loans
 Payable
 
Issued Debt Securities
, e.g. Notes/Bonds Payable
 Deferred Tax Liabilities
 Provisions, e.g. Pension Obligations
 Other Non-Current Liabilities, e.g. 
Lease Obligations

EQUITY

 
Paid-in Capital

Share Capital (
Ordinary Shares
, 
Preference Shares
)
Share Premium
 
Less: 
Treasury Shares

 
Retained Earnings

 
Revaluation Reserve

 
Other Accumulated Reserves

 
Accumulated Other Comprehensive Income

 
Non-Controlling Interest
```